# SUNDAY POWER OF JAPAN
『SUNDAY POWER OF JAPAN』（サンデー・パワー・オブ・ジャパン）は、TOKYO FMをキーステーションにJFN加盟の全国38局（開始当初は37局）で放送されたラジオ番組。2002年10月から2003年9月にかけて放送された。
13時台の一部が東京MXテレビで同時放送された関係もあって、TOKYO FMのスタジオからではなく2社で運営していた有楽町のサテライトスタジオ「XEBEC（ゼベック）」から放送されていた。但し、スポンサーCMについてはラジオのみで流され、MXTVではCMの時間帯は、TOKYO FMの番組宣伝CMが流されていた。
後番組は『KDDI PRIME TIME RADIO』（DJ：ジョージ・ウィリアムズ）。

## 放送時間
- 毎週日曜日 12:00～13:55
  - Kiss-FM KOBEはJFN加盟の2003年4月からネット開始
  - FMぐんま 12:00～12:55のみ
  - FM三重 13:00～13:55のみ
  - そのほかの36局はフルで放送

## 番組内容
- 12:00 MITSUBISHI MOTORS presents HEART BEAT SELECTION
- 12:55 【ローカル枠】（東京では「TOKYO FM MUSIC BREAK」「TOKYO FM トラフィックリポート」、大阪では「NEWS＆WEATHER」「TRAFFIC REPORT」）
- 13:00 KIRIN World Moves → ENEOS World Moves HITS ON THE WAY
- 13:25 カーコンビニ倶楽部ライブメモリアル
- 13:30 KDDI Artist On Line

## パーソナリティ
- ケイ・グラント
- World Movesのみケイと本村由紀子